# Virginia Kirchberger
Virginia Kirchberger (Viena, 25 de mayo de 1993) es una futbolista austríaca que juega como defensa en el Eintracht Fráncfort de la Bundesliga Femenina de Alemania.

## Trayectoria
El primer equipo de Kirchberger fue el Landhaus, entre 2007 y 2009, cuando se marchó a Alemania para jugar en el Bayern Munich. En sus dos años en Múnich sólo jugó en el filial, pero en 2010 debutó con la Austria. 
En 2011 el Bayern le traspasó al Cloppenburg, un Segunda con el que ascendió a la Bundesliga. En 2014 fichó por el Duisburgo.

## Estadísticas

### Clubes
| Club                | País     | Año             |
| ------------------- | -------- | --------------- |
| Bayern de Múnich    | Alemania | 2009 - 2011     |
| BV Cloppenburg      | Alemania | 2011 - 2014     |
| MSV Duisburgo       | Alemania | 2014 - 2015     |
| 1. FC Colonia       | Alemania | 2015 - 2016     |
| MSV Duisburgo       | Alemania | 2016 - 2018     |
| SC Friburgo         | Alemania | 2018 - 2020     |
| Eintracht Fráncfort | Alemania | 2020 - presente |